# Tales from the Thousand Lakes
Tales from the Thousand Lakes (v překladu z angličtiny příběhy z tisíce jezer) je druhé studiové album finské death/doomové hudební skupiny Amorphis z roku 1994, které vyšlo u hudebního vydavatelství Relapse Records.
Kapela přešla z death metalového pojetí na prvním albu k melodičtějšímu death/doomu a čerpá zde mj. z finského národního eposu Kalevala. Tales from the Thousand Lakes mělo velmi úspěšnou odezvu a ovlivnilo řadu kapel, např. Nightwish, Opeth či Children of Bodom.
Ke skladbě Black Winter Day vznikl videoklip.

## Seznam skladeb
1. Thousand Lakes (Holopainen) – 2:03
2. Into Hiding (Holopainen, Laine) – 3:42
3. The Castaway (Koivusaari, Holopainen) – 5:30
4. First Doom (Holopainen) – 3:49
5. Black Winter Day (Mårtenson) – 3:48
6. Drowned Maid (Koivusaari, Holopainen, Laine) – 4:23
7. In the Beginning (Holopainen, Laine) – 3:34
8. Forgotten Sunrise (Holopainen) – 4:50
9. To Fathers Cabin (Holopainen, Laine) – 3:47
10. Magic and Mayhem (Holopainen) – 4:27

## Sestava
- Tomi Koivusaari – vokály, kytara
- Esa Holopainen – kytara
- Olli-Pekka Laine – baskytara
- Jan Rechberger – bicí
- Kasper Mårtenson – klávesy
- Ville Tuomi - hostující vokály, tehdy člen kapely Kyyria[1]